# Kanał Młociński
Kanał Młociński (lub Rów Młociński) – kanał w Polsce, przebiegający przez gminę Izabelin i Warszawę, lewy dopływ Wisły.

## Położenie i charakterystyka
Początek kanału znajduje się w okolicach bagna Łuże w gminie Izabelin, na terenie Kampinoskiego Parku Narodowego. Przebiega on głównie w kierunku wschodnim. Mija miejscowość Laski, przechodząc pod ulicami Trenów i Estrady, następnie na krótkim odcinku jest fragmentem ustanowionej w 1951 roku administracyjnej granicy Warszawy (został opisany w rozporządzeniu jako rów odwadniający bagno Łuże). W stolicy przebiega przez dzielnicę Bielany, obszar MSI Młociny, gdzie przepływa przez Las Młociński, przepustem pod ulicą Pułkową, potem przez park Młociński a następnie uchodzi do Wisły. W okolicach ujścia znajdował się staw o nazwie Suchy Staw i powierzchni około 0,5 ha, który został osuszony na przełomie lat 70. i 80. XX w.
Kanał został wykopany po II wojnie światowej. Miał wpływ na degradację cennych przyrodniczo bagien Puszczy Kampinoskiej oraz osuszenie warszawskich terenów leśnych, przez które przebiega. W XXI w. sam kanał też zaczął często wysychać.
Długość kanału wynosi 5,5 km, z czego 3,15 km to odcinek warszawski. Według numerycznego modelu terenu udostępnionego przez Geoportal źródło cieku znajduje się na wysokości 83,1 m n.p.m., a ujście na wysokości 75,8 m n.p.m. Pierwotna szerokość dna rowu wynosiła 1 m, a głębokość od 1 do 1,5 m. Jest ciekiem II rzędu.
Identyfikator MPHP to 25972. Wielkość zlewni elementarnej wynosi 7,93 km². Stanowi część zlewni o nazwie: Wisła od oddzielenie się Kan. Żerańskiego do Kan. Henrykowskiego. Ciek odwadnia tereny przedpola Puszczy Kampinoskiej, Wólki Węglowej, cmentarza Komunalnego Północnego, Lasu Młocińskiego oraz parku Młocińskiego. Jego dopływami są niewielkie rowy melioracyjne, a na terenie zlewni leży Kanał M odwadniający Wólkę Węglową. W Planie gospodarowania wodami na obszarze dorzecza Wisły z roku 2011 stanowił jednolitą część wód powierzchniowych o kodzie PLRW2000025972, natomiast nie figuruje w jego aktualizacji z 2023 roku.
Część Kanału Młocińskiego leży na terenie Kampinoskiego Parku Narodowego, część w jego otulinie. Duży jego fragment leży w Warszawskim Obszarze Chronionego Krajobrazu. Przyroda kanału jest chroniona w ramach obszarów Natura 2000 dyrektyw ptasiej: Puszcza Kampinoska (PLC140001) i Dolina Środkowej Wisły (PLB140004), a także w ramach dyrektywy siedliskowej: Puszcza Kampinoska (PLC140001).